# Hof te Wassenhove

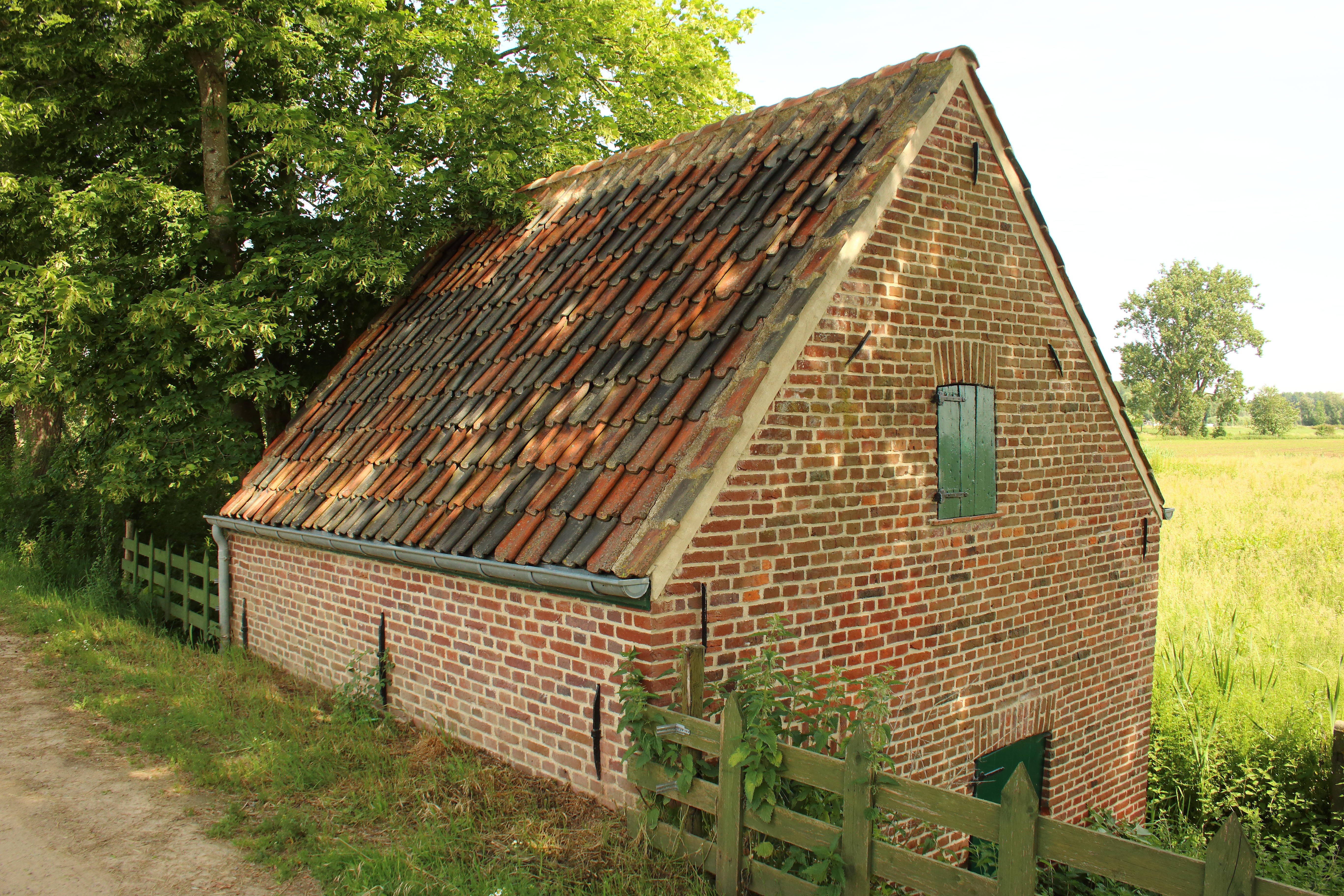
Molenhuis van het Hof te Wassenhove

Het Hof te Wassenhove is een historische hoeve met voormalige watermolen (Wassenhovemolen) in Grotenberge, een deelgemeente van de Belgische stad Zottegem. De hoeve dateert uit het midden van de negentiende eeuw. De hoeve bestaat uit bakstenen gebouwen onder  zadeldaken met pannen, die gegroepeerd staan rondom een vierkant gekasseid erf. De hoeve heeft ook een achtzijdige duiventoren met windwijzer, een stalvleugel met korfboogpoort en een inrijpoort met bakstenen hekpijlers. Aan de overkant van de weg staat het gerestaureerde molenhuis van een voormalige watermolen, de Wassenhovemolen of moleke te Wassenhove. De toegangsdreef is beplant met zomereiken. De huidige boerderij dateert uit 1848 en werd gebouwd tegenover de oude hoeve, die op een motte stond en het centrum vormde van de heerlijkheid 'Wassenhove'. De adellijke familie de Ghellinck Vaernewyck (uit het kasteel van Wannegem-Lede) bleef in het bezit van het Hof te Wassenhove en de Wassenhovemolen tot 1980. Sinds 1979 is de hoeve met omgeving als dorpsgezicht beschermd. Vlak bij de hoeve ligt de 'Duivelsvoetstap'.

## Afbeeldingen

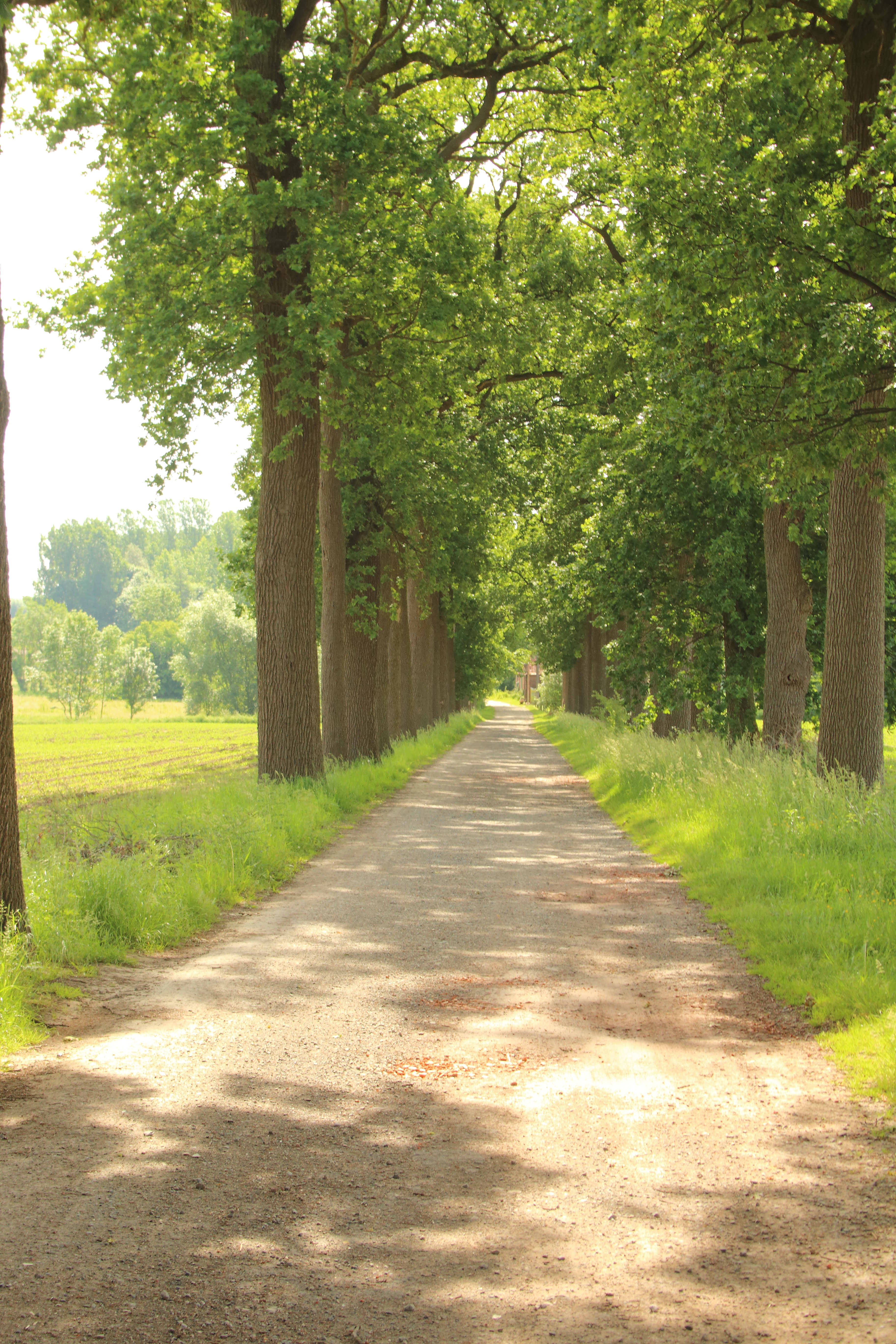
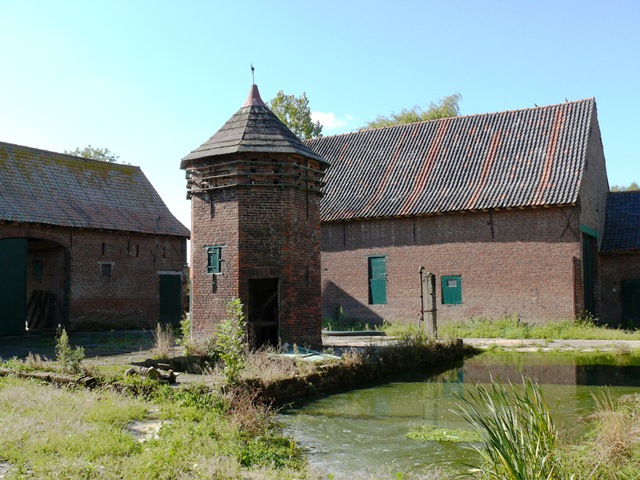
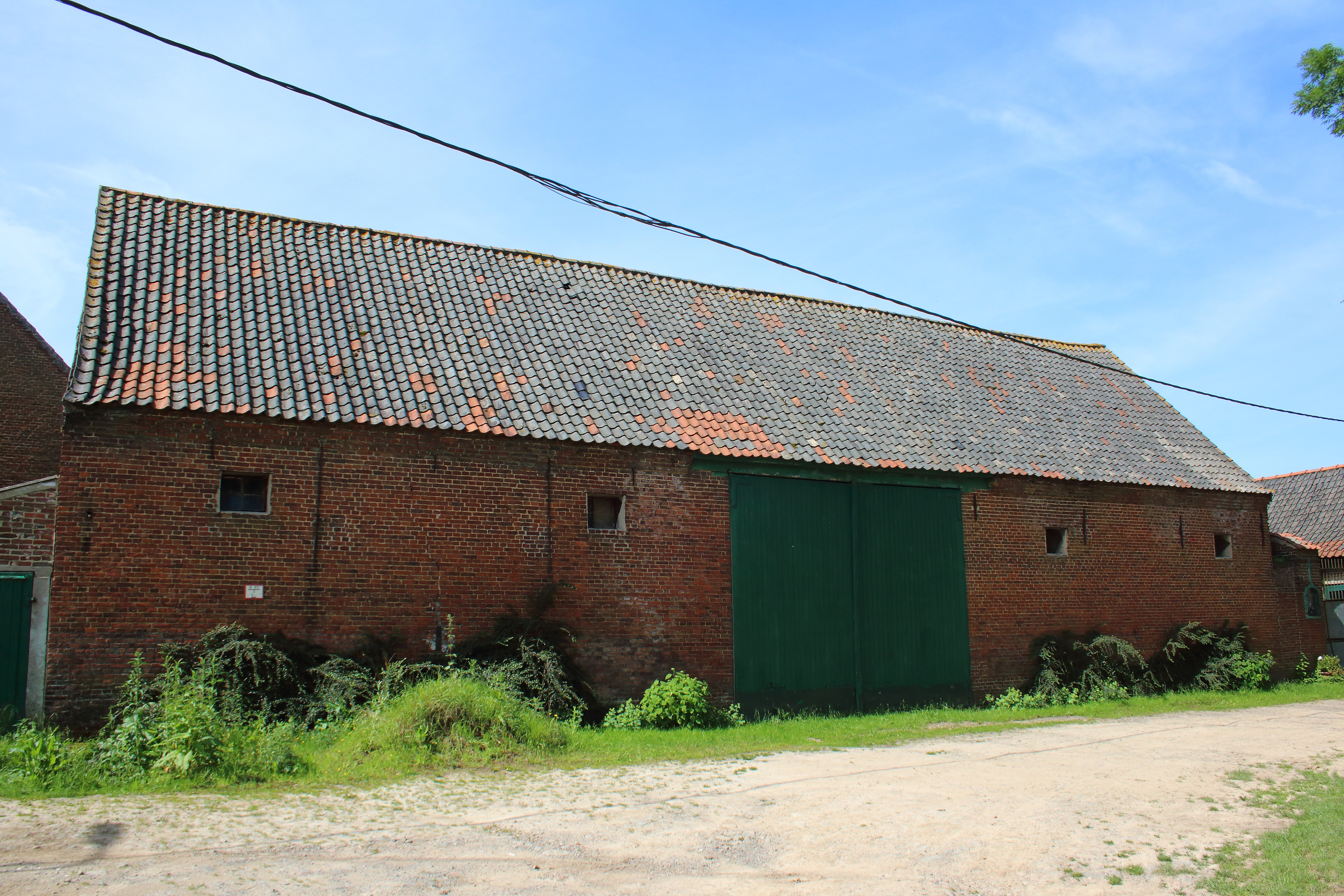
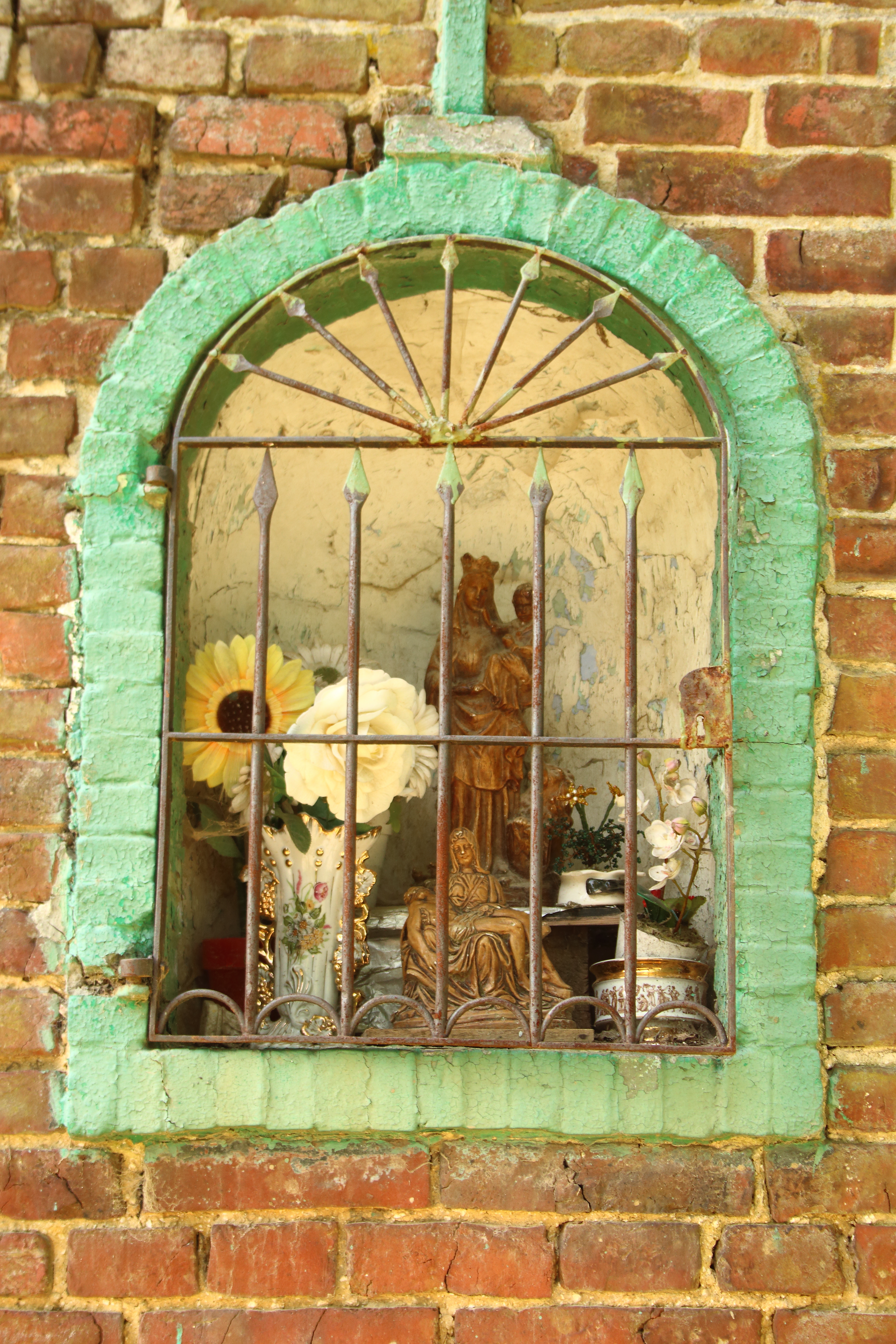
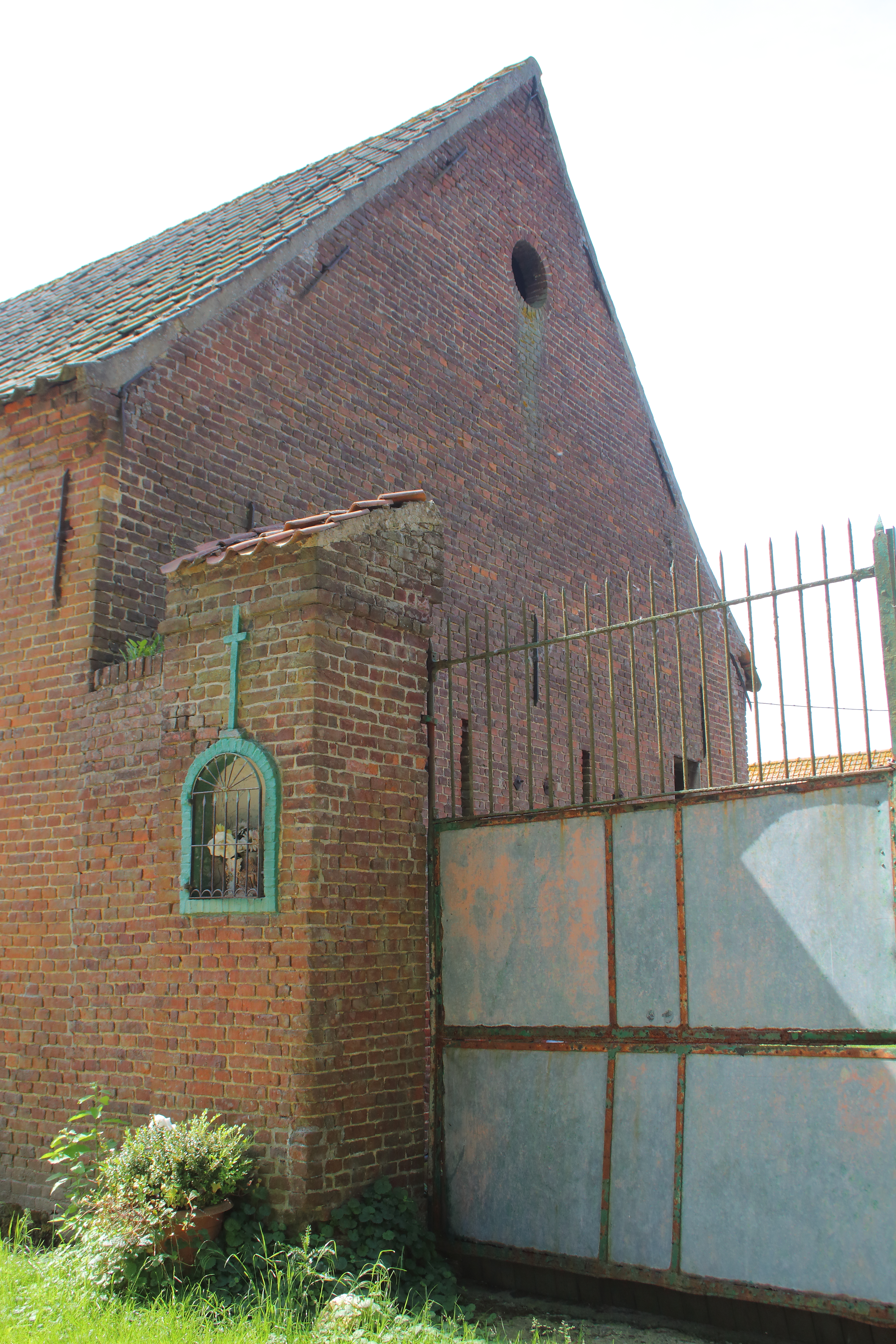
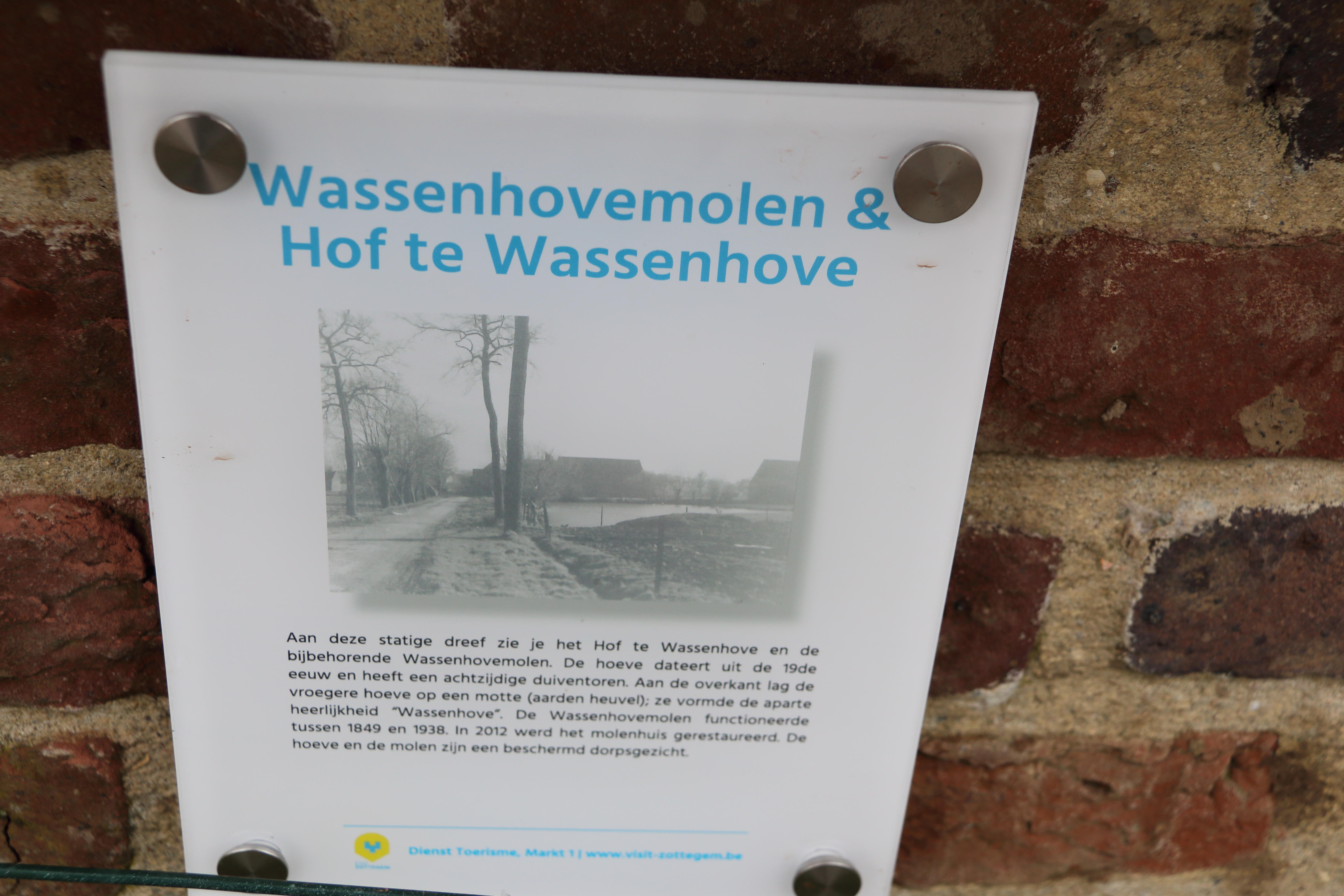
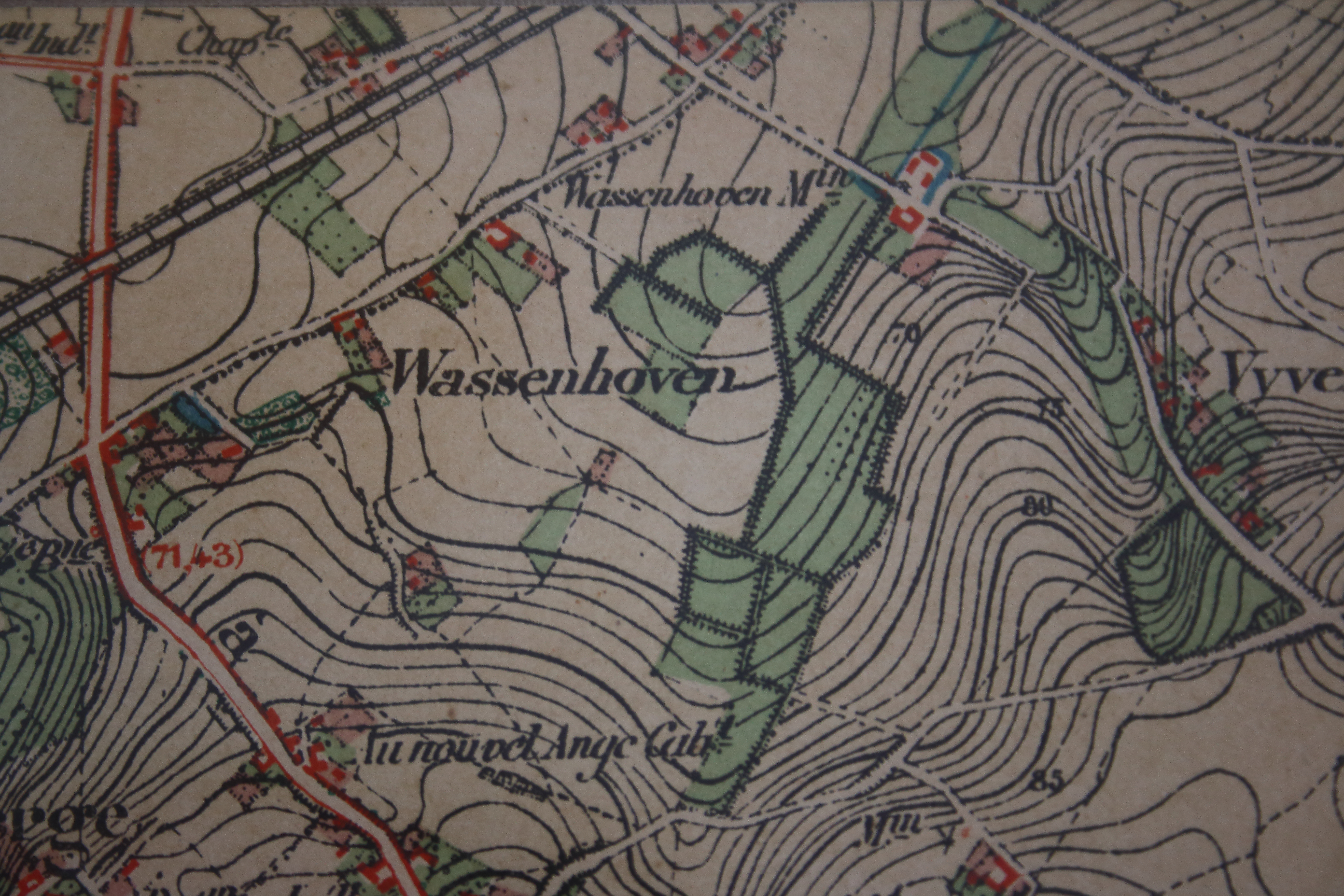
Hof te Wassenhove in 1872